# Замок Каштелу-Бранку
Замок Каштелу-Бранку (или Замок тамплиеров, порт. Castelo de Castelo Branco) — средневековый замок в городе Каштелу-Бранку округа Каштелу-Бранку Португалии. Один из важнейших замков, защищавших долину реки Тежу.

## История
Считается, что уже в начале освоения данного региона человеком — в период римского господства на полуострове — на вершине холма был построен форт, впоследствии используемый свевами, вестготами и маврами.
Во время Реконкисты на Пиренейском полуострове область была отвоевана у мусульман в 1165 году и безвозмездно переданы Афонсу Энрикешем (1112—1185) тамплиерам с условием её заселения и защиты.

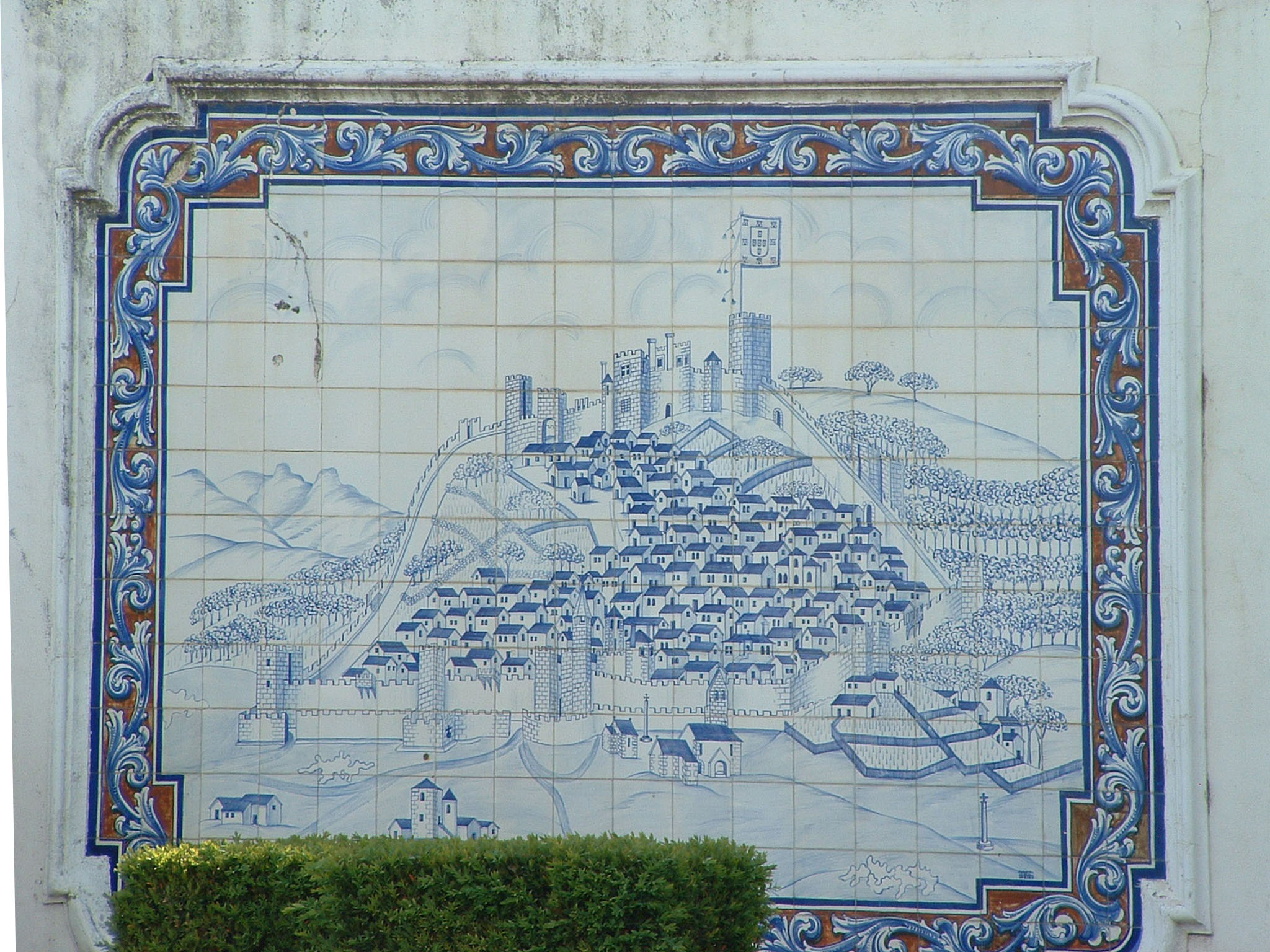
Выложенный из белой плитки вид замка.

В начале царствования Саншу I (1185—1211) условия дарения были пересмотрены (1198), и половина области была передана Фернанду, третьему сыну короля. В 1214 году Фернанду вновь передал деревню и её поля тамплиерам в лице их магистра в Португалии Педру Алвитеша, а папа Иннокентий III распорядился передавать половину церковных доходов в регионе на строительство замка (1245).
На этом этапе, между 1214 и 1230 годами, была возведена первая стена, а также по инициативе магистра тамплиеров Симона Мендеша было начато строительство так называемого Дворца командующих (1229).
При Динише I (1279—1325) строительство продолжилось: был возведен многоугольный донжон, примыкавший к периметру северо-западной стены (ныне несуществующей). На данном этапе, в конце XIII века, были обустроены четверо ворот — Porta do Ouro, Porta de Santiago, Porta do Pelame, Porta da Traição.
Король Афонсу IV (1325—1347) приказал возвести вокруг деревни Каштелу-Бранку новые стены, работы финансировались за счет поступлений от налога на урожай. К 1343 году была завершена вторая линия стен, окружавших деревню, а цитадель имела уже семь ворот. В XV веке был возведен барбакан.
Во время войны за независимость замок был поврежден в ходе испанского наступления 1648 года, а в ходе войны за испанское наследство потерял часть стен. Во время семилетней войны город и замок были захвачены и разграблены французскими и испанскими войсками (1762) и были восстановлены лишь после подписания Парижского мирного договора (1763). Позже, во время пиренейских войн, замок вновь был занят и разграблен французами во главе с генералом Жюно (1807).
Учитывая разрушения, вызванные наполеоновскими войсками, с 1821 года камни замковых стен стали использоваться жителями города для строительства домов. По распоряжению правительства, 17 июня 1835 года были снесены ворота Porta da Vila, Porta do Relógio, Porta do Espírito Santo, а оставшиеся камни использовали для строительства моста.

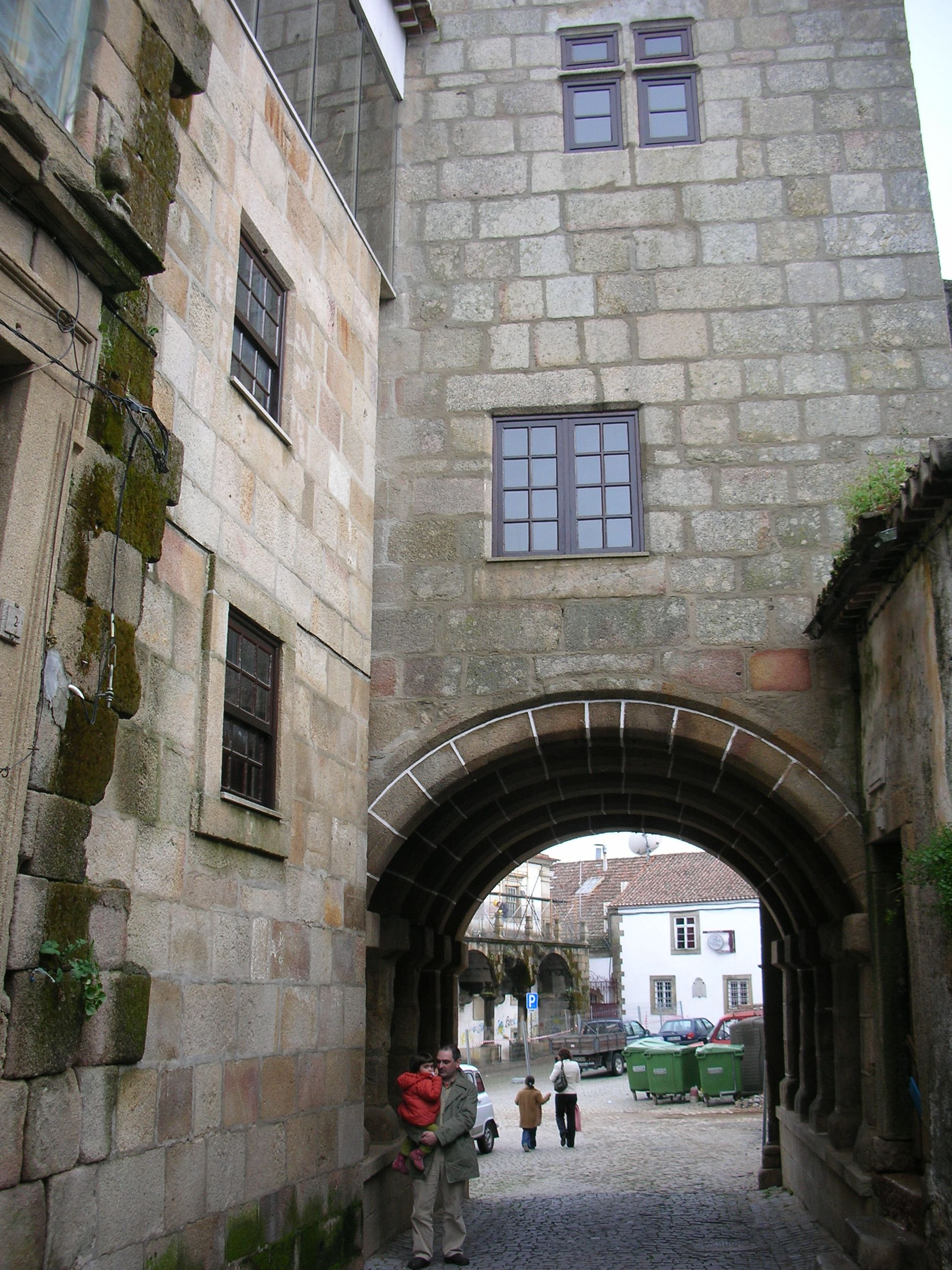
«Арка епископа» (древние ворота Porta do Pelame).

Ослабленные стены замка с трудом выдержали ураган 15 ноября 1852 года. Во второй половине XIX века, в связи с инициативой гражданского губернатора Гильерминью де Барруша, были восстановлены некоторые элементы Дворца командующих. Однако в 1862 году были снесены ворота Porta do Postiguinho.
Запустение замка усугубилось в XX веке, в 1930 году обрушилась одна из уцелевших башен, а в марте 1936 года угловая башня на северо-востоке обрушилась в результате бури. Тем не менее в том же году Генеральная дирекция национальных зданий и памятников (DGEMN) обследовала замок и инициировала реставрационные работы. Новые меры провели в 1977 году. В 2002 году было завершено восстановление участка стены на востоке, соединяющей донжон с Дворцом командующи.

## Архитектура
Архитектурно замок напоминает крепость крестоносцев в Сирии Шастель-Блан и возведен из гранитных блоков на высоте 470 метров над уровнем моря.
Замок имеет форму неправильного пятиугольника, усилен пятью башнями, две из которых ограничивают Старый город. Башни имеют квадратную форму и внутри разделены на два этажа. Донжон («Башня тамплиеров») имеет прямоугольную планировку, увенчан зубцами. Его западный фасад практически разрушен, а с восточной стороны сохранились два балкона и окна в стиле нео-мануэлино.
Во внутреннем дворе расположена церковь Санта-Мария-ду-Каштелу.